# Pharaphodius seicherti
Pharaphodius seicherti är en skalbaggsart som beskrevs av Rakovic 1991. Pharaphodius seicherti ingår i släktet Pharaphodius och familjen Aphodiidae. Inga underarter finns listade i Catalogue of Life.